# Viktor Vasnetsov
Pour les articles homonymes, voir Vasnetsov.
Viktor Mikhaïlovitch Vasnetsov (en russe : Виктор Михайлович Васнецов), né le 3 mai 1848 (15 mai dans le calendrier grégorien) au village de Lopial près de Viatka et mort le 23 juillet 1926 à Moscou, est un artiste russe qui se spécialisa dans les représentations mythologiques et historiques. Il est considéré comme l'un des peintres les plus influents de l'art russe de la fin du XIXe et du début du XXe siècle.

## Biographie
Son père Mikhaïl Vassilievitch Vasnetsov était prêtre au village de Viatka. C'était un homme instruit, s'intéressant aux sciences, à la philosophie et à la peinture. Son propre père était peintre d'icône. Deux de ses fils, Viktor et Apollinaire Vasnetsov, devinrent d'excellents peintres, le troisième devenant instituteur.
À partir de dix ans, Viktor commence à étudier dans un séminaire orthodoxe de Viatka. Pendant ces années, il travaille pour un marchand d'icônes local. Il aide aussi un artiste polonais exilé, Michał Elwiro Andriolli, à exécuter les fresques de la cathédrale Saint-Alexandre-Nevski de Viatka.
Après avoir terminé ses études, Vasnetsov part pour Saint-Pétersbourg, afin d'étudier l'art. Il vend ses tableaux intitulés La Femme Moissonnant et La Jeune Laitière pour gagner l'argent en vue de ce voyage.
En août 1867, il est accepté à l'académie impériale des beaux-arts. Trois ans plus tard, le mouvement dit « Peredvijniki » (« les Ambulants ») des peintres réalistes se rebelle contre l'Académisme. Vasnetsov rencontre et se lie d'amitié avec son mentor, Ivan Kramskoï, qu'il considérait comme un maître. Il devient aussi très proche de son compagnon d'étude Ilia Répine.
À ses débuts, alors qu'il est aujourd'hui connu pour ses peintures historiques et mythologiques, il essaye d'éviter ces sujets à tout prix. L'Académie le gratifie d'une petite médaille d'argent pour Le Christ et Ponce Pilate devant le peuple.
Au début des années 1870, il exécute un grand nombre de gravures illustrant la vie contemporaine. Deux d'entre elles (Le Vendeur de livres de 1870 et Le Garçon à la bouteille de vodka de 1872) lui valurent une médaille de bronze à l'Exposition universelle de Londres en 1874.
En 1876, Répine invite Vasnetsov à rejoindre la colonie des « Ambulants » à Paris. Pendant cette vie en France, il peut étudier les peintures classiques et contemporaines, tant académiques qu'impressionnistes. Il peint alors Les Acrobates (1877), et expose certaines de ses œuvres au Salon. C'est à ce moment qu'il devient fasciné par les sujets mythologiques et les contes et commence à travailler à son Tsarévitch Ivan montant un loup gris et à L'Oiseau de feu. Il rentre à Moscou en 1877.
À la fin des années 1870, Vasnetsov se consacre à l'illustration des contes russes et des bylines, ce qui donne naissance à certaines de ses œuvres les plus célèbres : Le Chevalier à la croisée des chemins (1882), Le Prince Igor sur le champ de bataille (1878), Le Tapis volant (1880), et Alionouchka (1881).

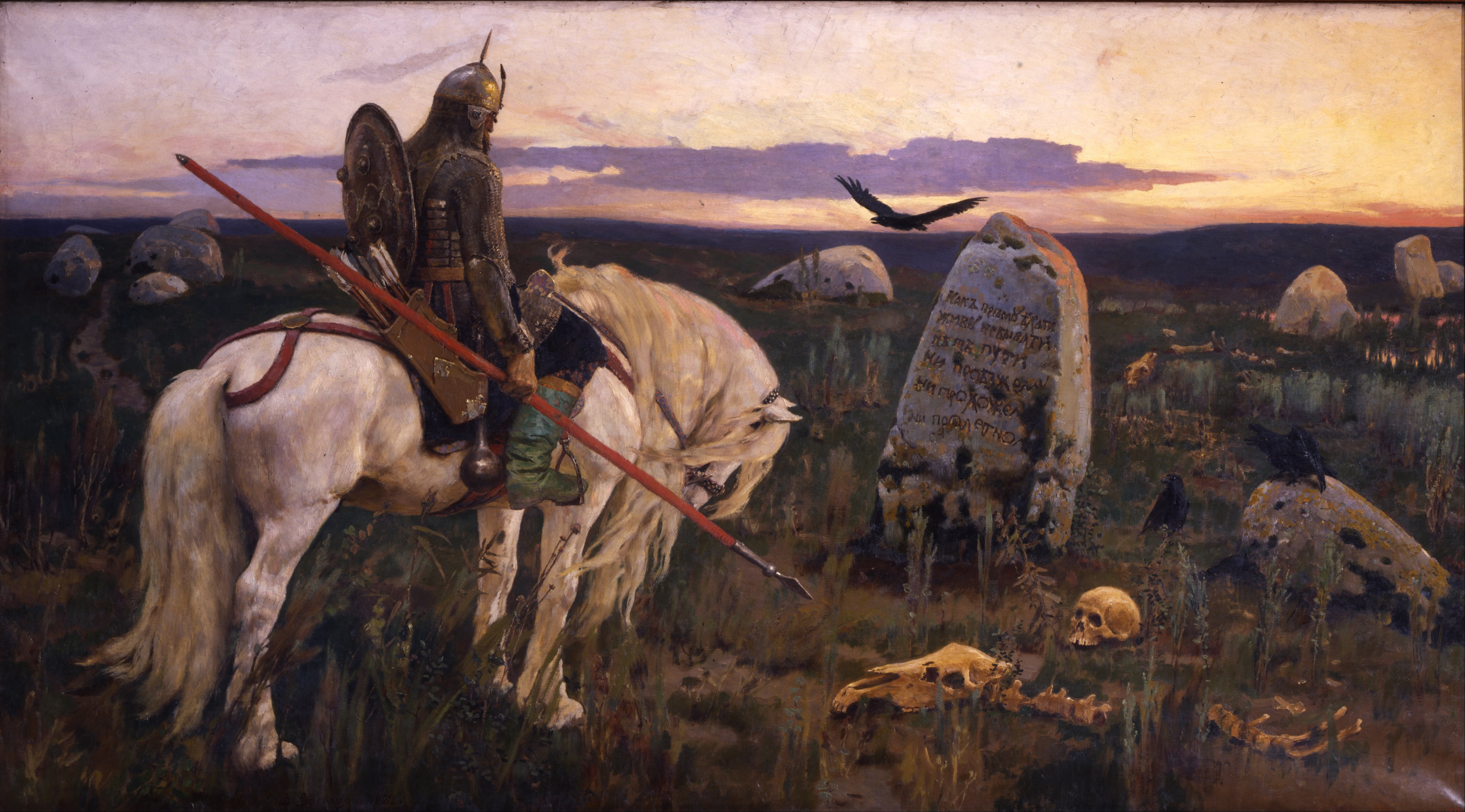
Le Chevalier à la croisée des chemins (1882)

Ces œuvres ne sont pas très appréciées de leur temps. Certains l'accusent de rejeter les principes réalistes des Ambulants. De grands connaisseurs comme Pavel Tretiakov refusent de les acheter. Ses tableaux commencent à être en vogue dans les années 1880, alors que lui-même se tourne vers les sujets religieux et exécute un grand nombre d'icônes.

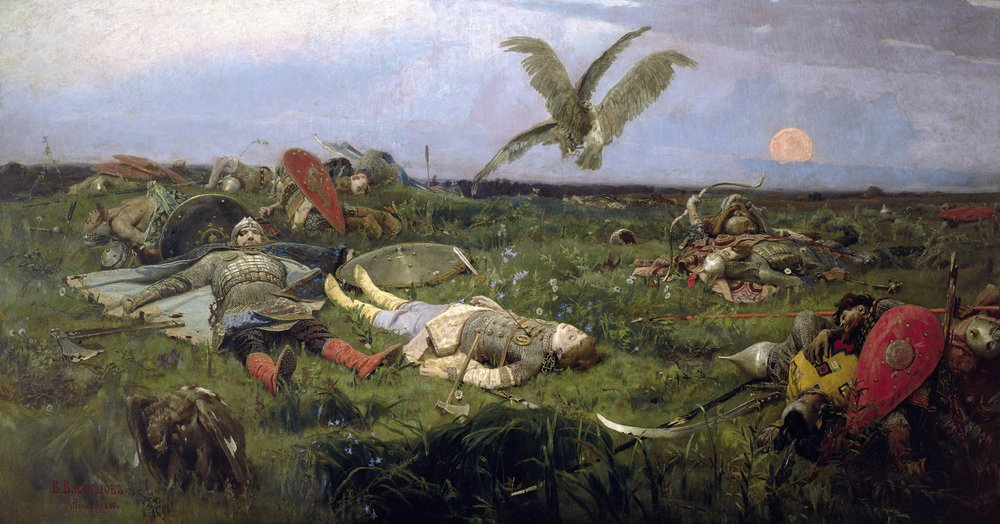
Le Prince Igor sur le champ de bataille, 1878

Entre 1884 et 1889, Vasnetsov est chargé de peindre des fresques pour la cathédrale Saint-Vladimir de Kiev. Son travail est à contre-courant des traditions religieuses de la Russie et même de l'Occident. Le critique d'art influent Vladimir Stassov accusa ces peintures d'être sacrilèges envers le sentiment religieux du peuple russe. Un autre critique populaire, Dmitri Filosofov, parla d'elles a contrario comme du « premier pont au-dessus du fossé vieux de deux cents ans qui sépare les différentes classes de la société russe ».
Pendant qu'il est à Kiev, Vasnetsov se lie d'amitié avec Mikhaïl Vroubel, engagé aussi dans la décoration de la cathédrale, qui devient en quelque sorte son élève. C'est aussi à Kiev qu'il achève Le Tsarévitch Ivan montant un loup gris et commence son tableau le plus célèbre : Les Bogatyrs.

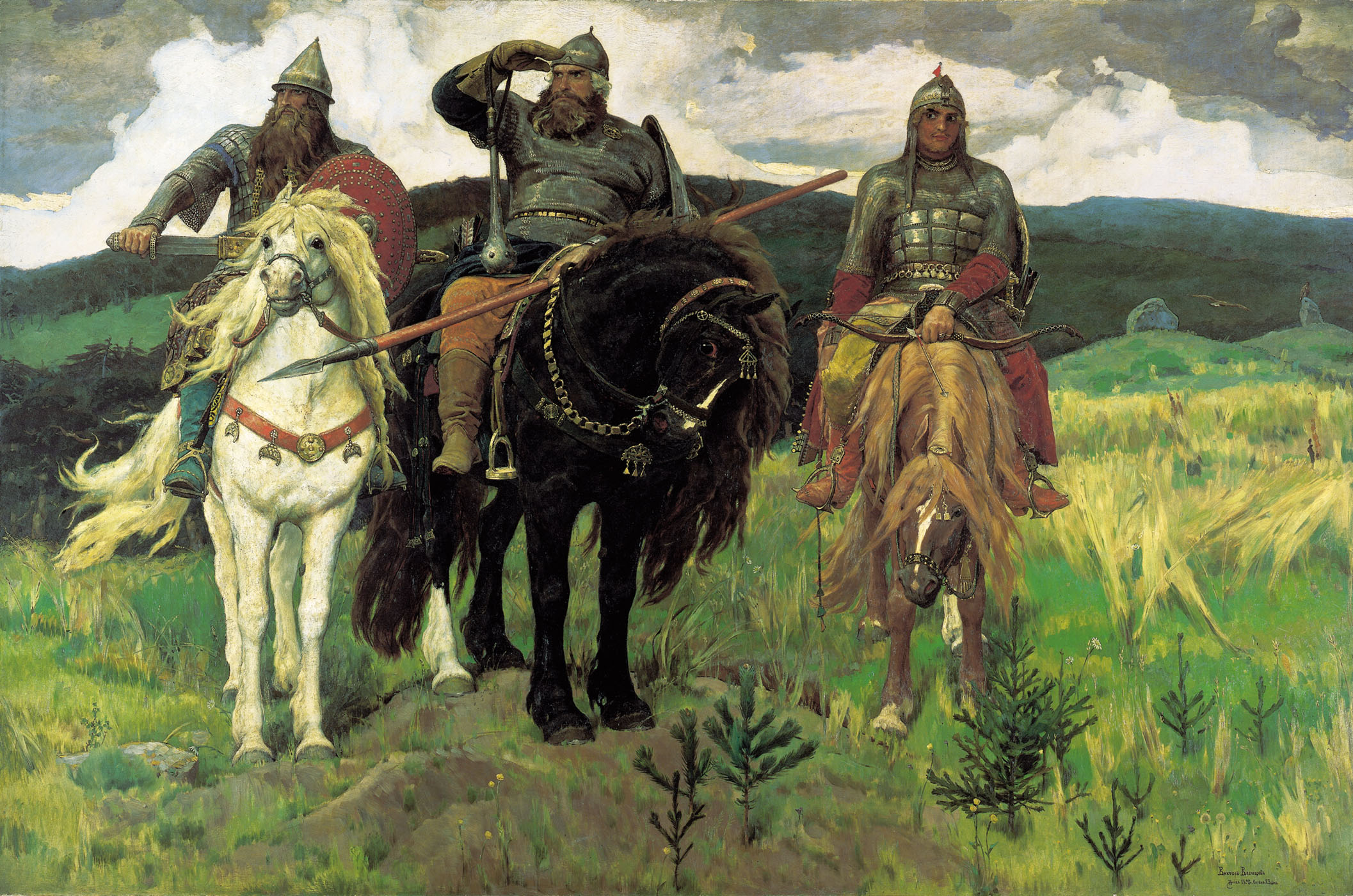
Les Bogatyrs (1898)

En 1885, Vasnetsov voyage en Italie. Cette même année, il travaille pour la scène, à la décoration et aux costumes de l'opéra La Demoiselle des neiges (Sniegourotchka) de Nikolaï Rimski-Korsakov.
Pendant les vingt années suivantes, Vasnetsov travaille beaucoup, mais la plupart de ses dernières œuvres sont perçues comme ayant moins d'importance. Il se consacre aussi plus souvent à d'autres genres. Il collabore avec son frère Apollinaire pour la première de l'opéra Sadko de Rimski-Korsakov en 1897. Dans les années 1910, Vasnetsov dessine officiellement le nouvel uniforme de l'armée et crée la bogatyrka.

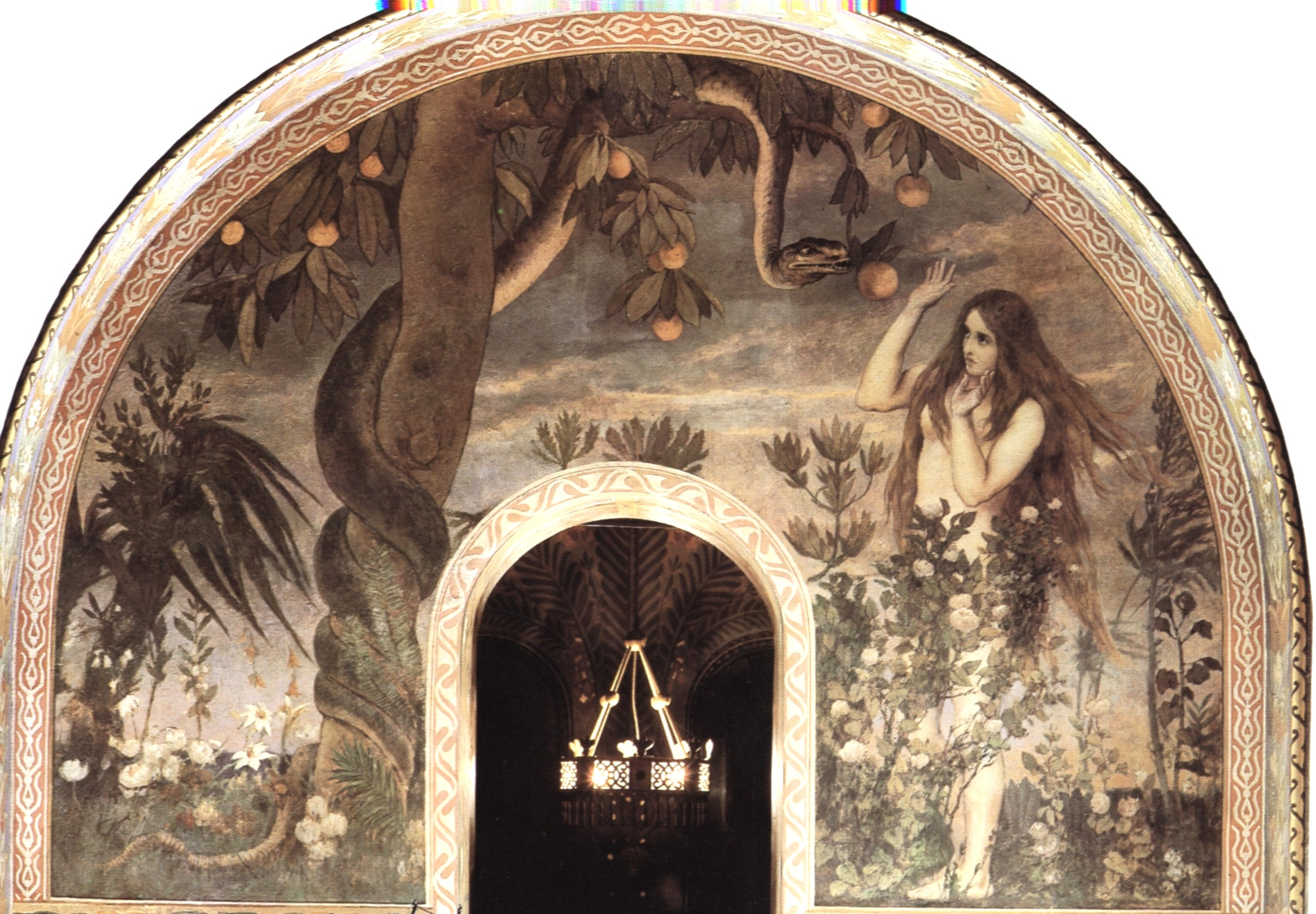
Cathédrale Saint Vladimir : Séduction d'Eve par le serpent (1885-1896)

Au tournant du siècle, Vasnetsov élabore le style « conte de fées » de l'architecture de « la renaissance russe ». Son travail conjoint avec Vassili Polenov sur une église d'Abramtsevo (1882) est acclamé. Il dessine les plans de sa propre demeure à Moscou en 1894, puis du Pavillon Russe à l'Exposition Universelle de Paris en 1898. Enfin, en 1904, Vasnetsov dessine les plans de son bâtiment le plus célèbre, la Galerie Tretiakov.
Entre 1906 et 1911, Vasnetsov travaille aux mosaïques de la cathédrale Saint-Alexandre-Nevski de Varsovie.
En 1912, Vasnetsov  est reçu dans la noblesse de la part du tsar Nicolas II.
Il est enterré au cimetière Tikhvine de Saint-Pétersbourg.

## Galerie photographique

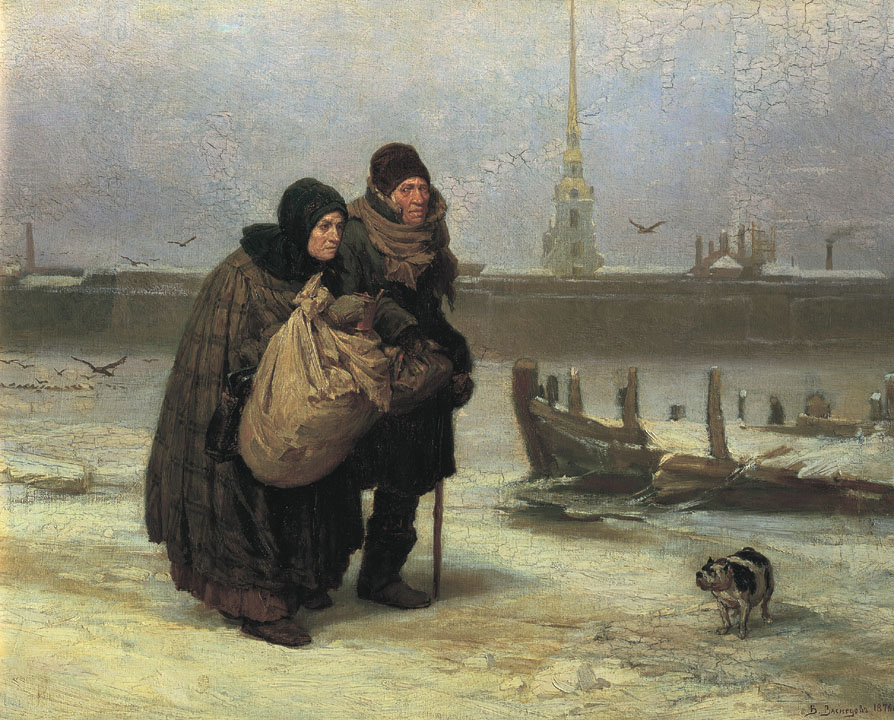
Le Départ de la maison. 1876
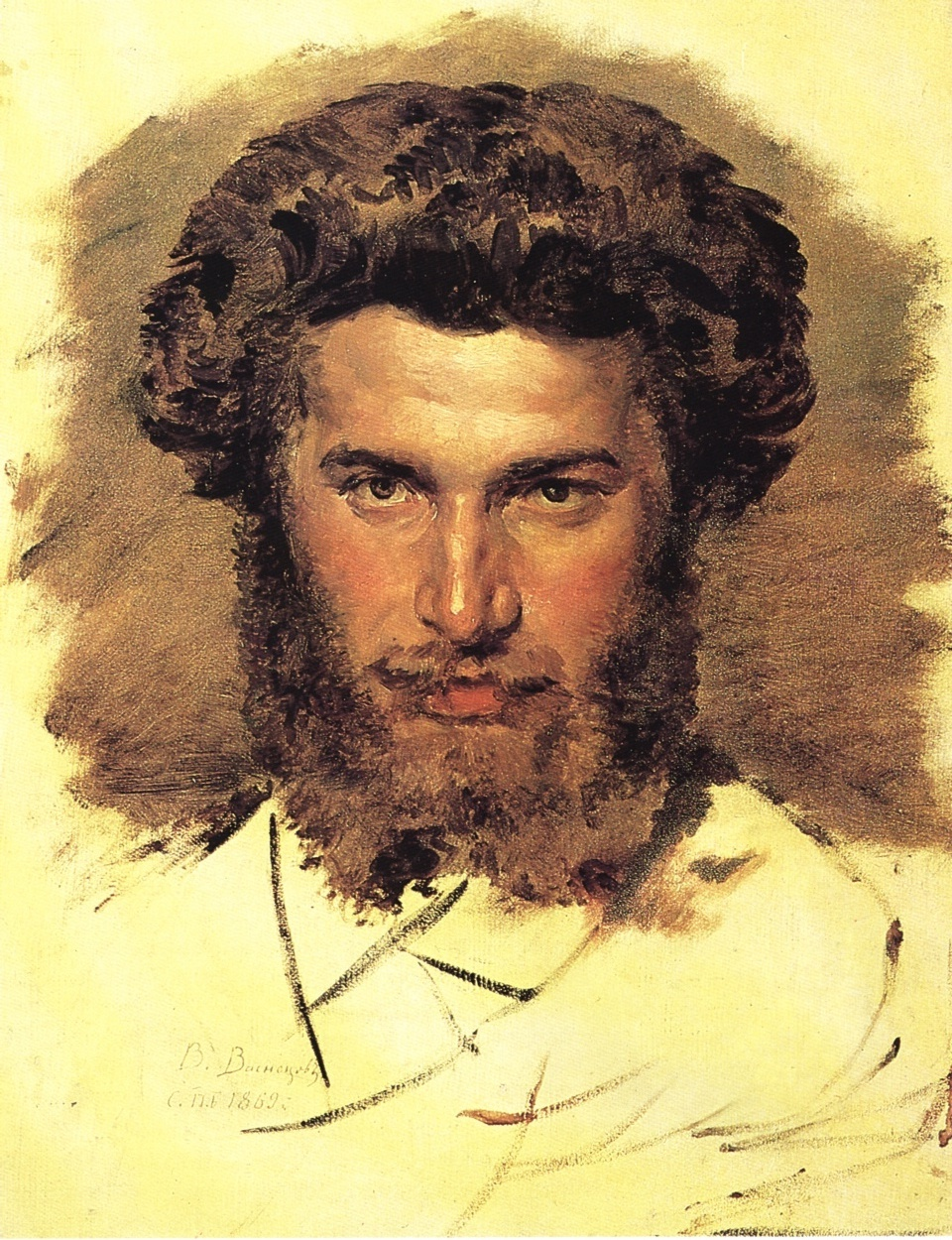
Portrait d'Arkhip Kouïndji. 1869
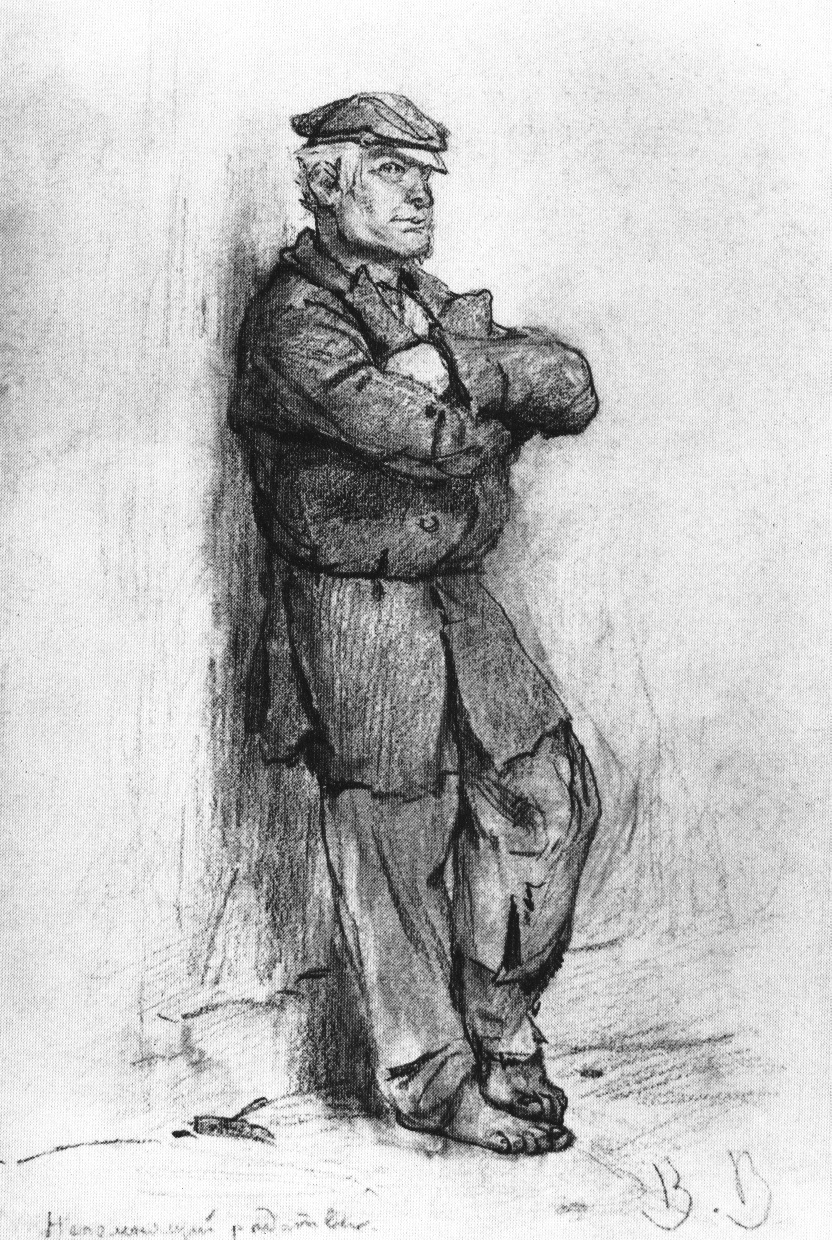
Sans attaches familiales (Непомнящий родства). 1871
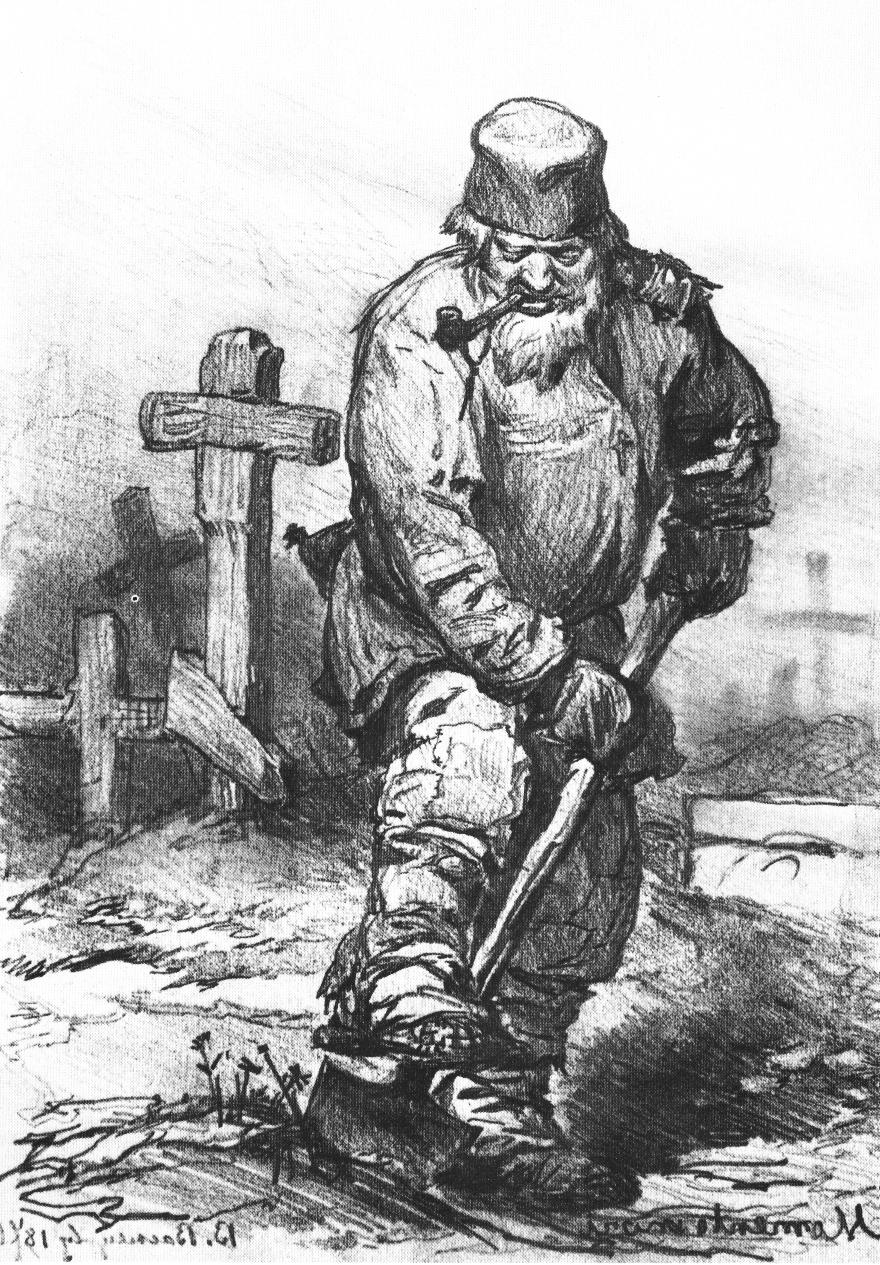
Le Fossoyeur. 1871
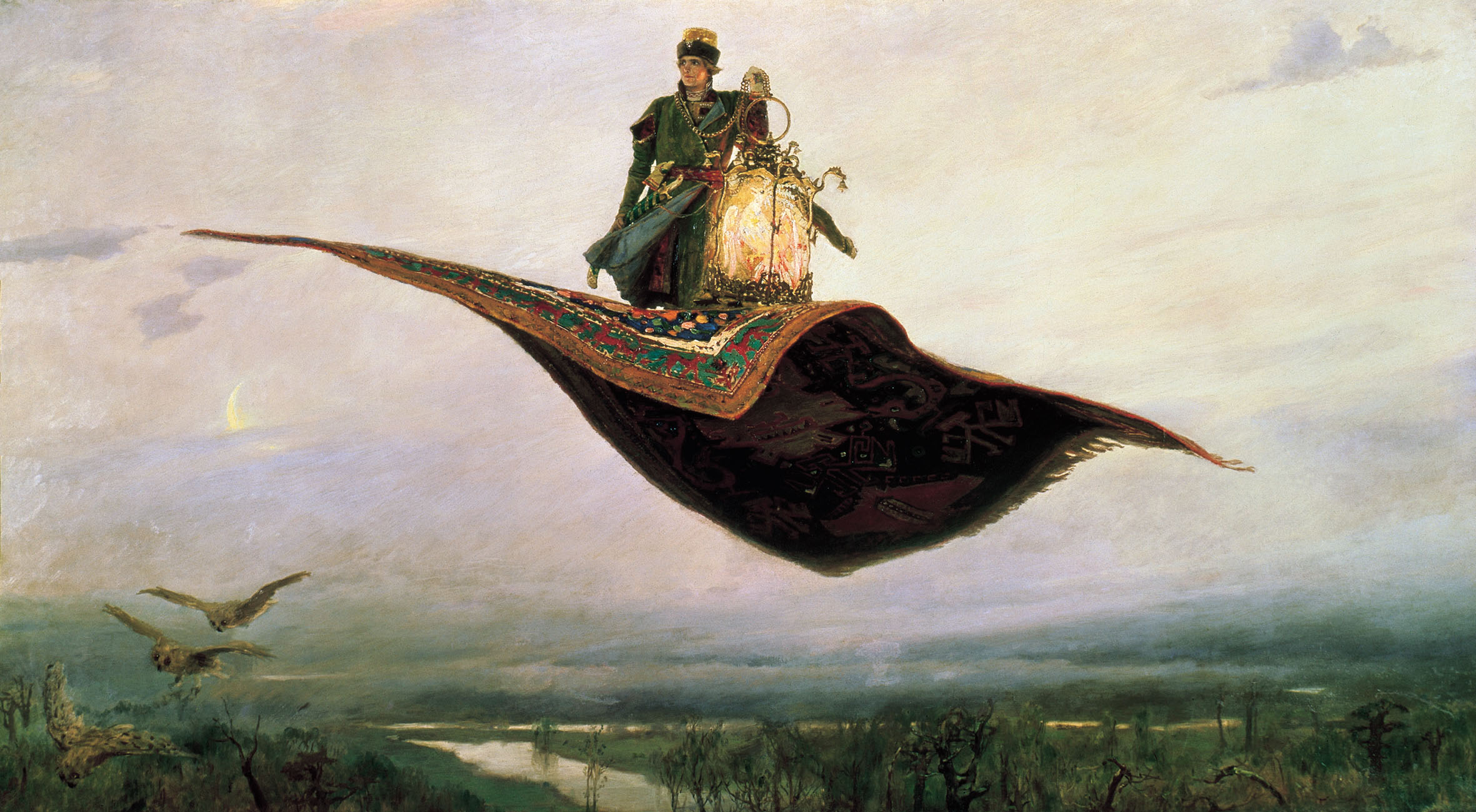
Le Tapis volant. 1880
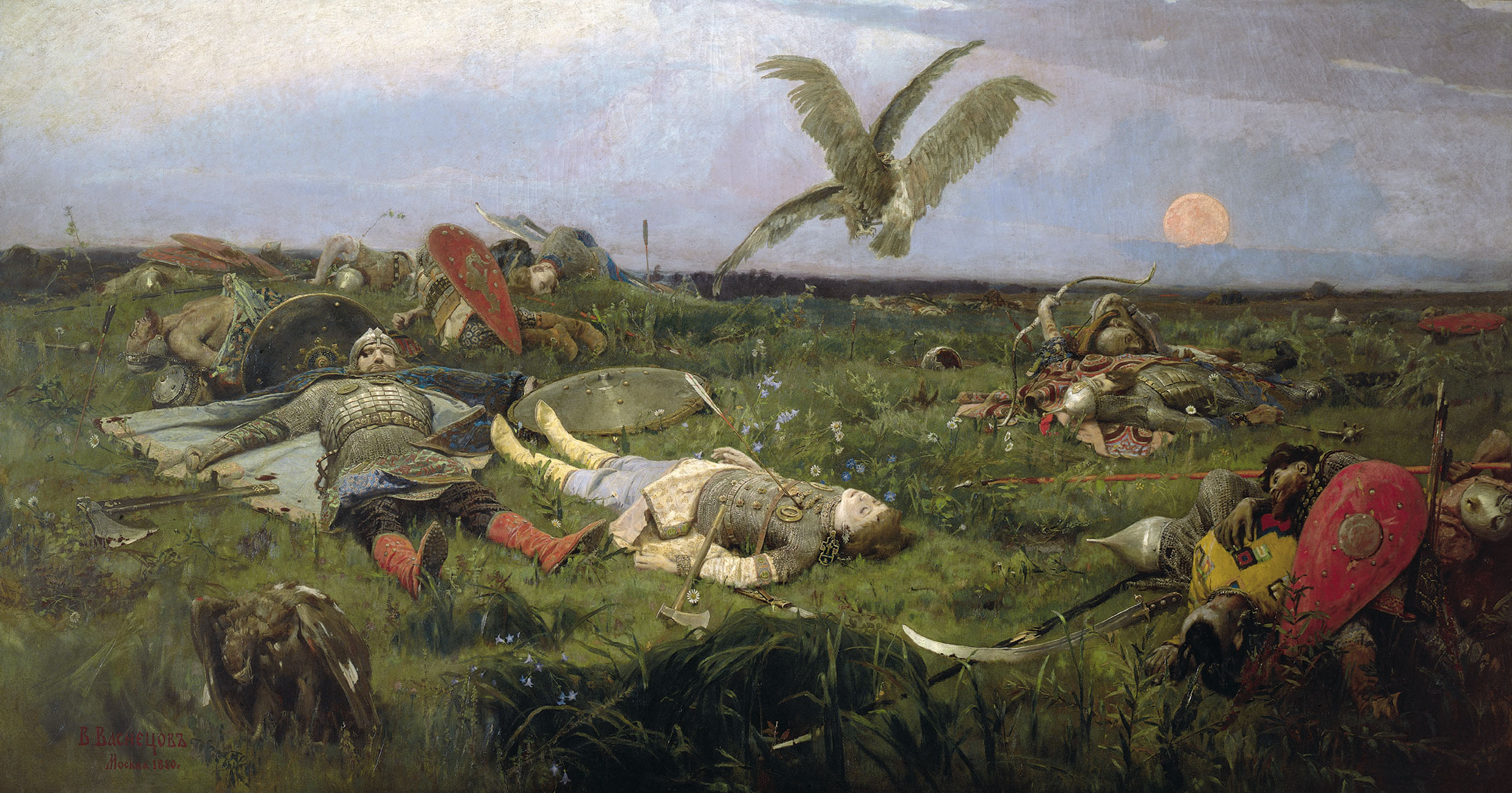
Le Champ de la bataille entre Igor Sviatoslavitch et les Polovtses, 1889
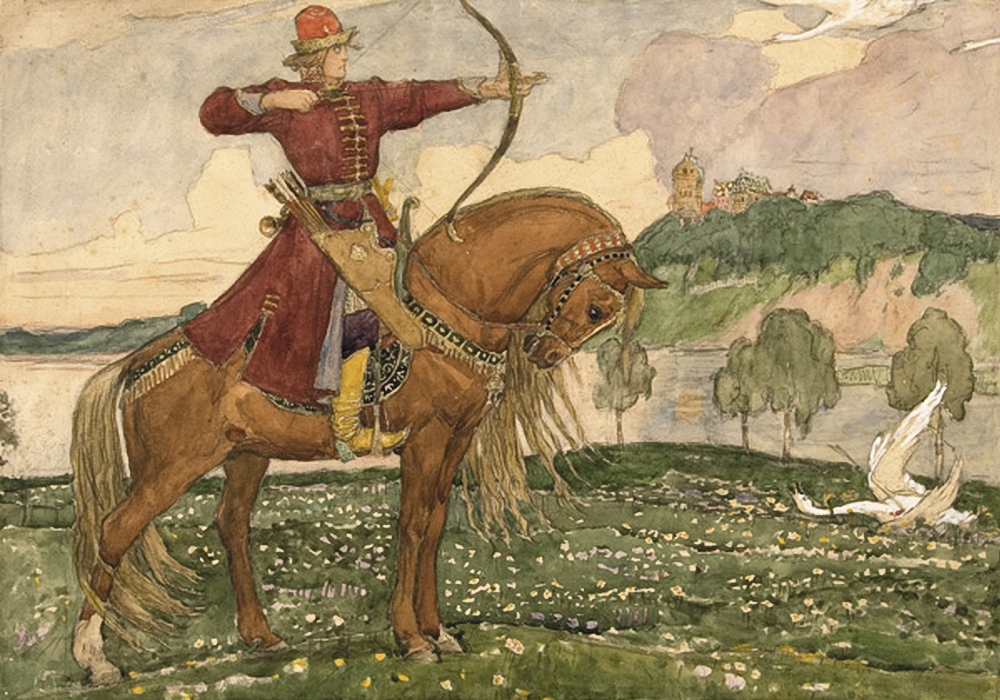
Le Tsarévitch Ivan et le cygne, début XXe s.